# Grafmonument

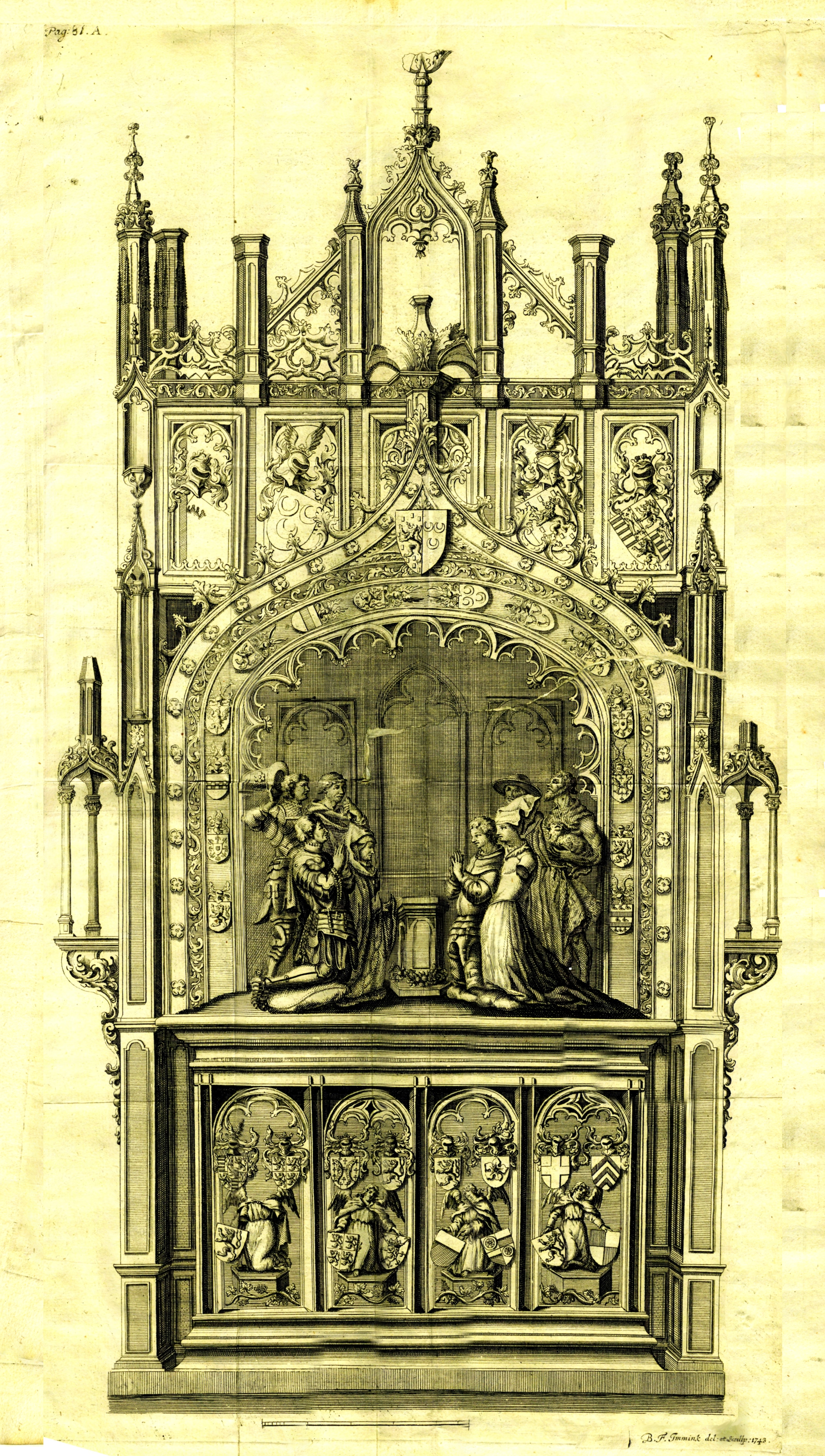
Praalgraf van Engelbrecht I van Nassau

Een grafmonument is een type monument dat geplaatst wordt op een graf. Het wordt opgericht ter herinnering aan of ter ere van een overledene of overledenen. Een gedenkteken of cenotaaf verwijst naar iemand die niet ter plekke begraven is.

## Historische ontwikkeling
De oudste grafmonumenten dateren uit de oudheid. Bekend zijn vooral de imposante grafmonumenten die de Egyptenaren bouwden voor hun farao's. De Egyptenaren plaatsen echter ook kleinere grafmonumenten op de graven van gewone mensen. De oude Perzen, Grieken en Romeinen kenden ook een zogenaamde grafcultuur waarbij de graven gemarkeerd werden met een monument. Grieken en Romeinen plaatsten hun grafmonumenten vooral langs de wegen die van of naar de stad liepen (Athene, Kerameikos; Rome, Via Appia). Met de komst van het christendom bleef men de graven markeren, maar de plaats voor begraven veranderde. Men ging voorname personen meer en meer begraven in kerken en kapellen. De hoven rondom de kerk werden gebruikt voor de armere mensen. Sinds de middeleeuwen verschijnen in de kerken grote en voorname grafmonumenten. Vloeren worden belegd met platte grafstenen om het graf te markeren. Op kerkhoven verschijnen nauwelijks grafmonumenten. Wel worden speciale graven of graven voor families voorzien van een grafmarkering. Een grafmarkering is geen grafmonument maar een locatieaanduiding.
In het algemeen hebben grafmonumenten in bepaalde streken en perioden vaste, onderling verschillende tradities. In de middeleeuwen werd op tomben van belangrijke edelen de overledene uitgebeeld als skelet, een zogenaamde transi. Dit om de nabestaanden te wijzen op de vergankelijkheid en hun eigen sterfelijkheid. In de renaissance veranderde dit naar een afbeelding van de overledene als mens in een geïdealiseerde uitbeelding. Een mooi voorbeeld is het praalgraf van Willem van Oranje te Delft (1614). De ontwikkeling van grafmonumenten in Europa laat een beeldtaal zien die zich afspeelt vanaf de middeleeuwen (Romaans, Gotisch) tot vandaag de dag. Grafmonumenten veranderden in die lange periode van rijk bewerkte stukken natuursteen met veel "reliëf, rijke architectonisch vormgeving en veel figuratief beeldhouwwerk voor slechts een klein gedeelte van de bevolking tot strak gepolijste stukken graniet met flauw gebogen vormen en eenvoudige teksten die door alle lagen van de bevolking worden gebruikt.

## Ontwikkeling in Nederland
De ontwikkeling van grafmonumenten in Nederland kan in principe verdeeld worden naar grafmonumenten binnen kerken en buiten kerken.

### Grafmonumenten in kerken
Met de bouw van de eerste kerken ontstond ook de behoefte om in die kerken te begraven. Dat werd vooral ingegeven doordat kerken heiligen of delen van heiligen gingen begraven of bijzetten. Het gebruik om Ad Sanctos (bij de heiligen) te begraven nam vanaf de middeleeuwen een hoge vlucht. Kerken werden door rijke families ondersteund, niet alleen bij de bouw maar ook bij de uitbreiding met familiekapellen, grafkapellen en cryptes. Die laatsten waren dan vooral voor hoge geestelijken of hoge adellijke families. Families die in de vloer van de kapel begroeven, kozen er vaak voor om geen grafmonument te plaatsen maar een epitaaf. De toegang tot het graf was dan louter functioneel en op de epitaaf werd de familie- of persoonsnaam vermeld. Het betrof dan vaak wandborden of grote wandmonumenten. Waar een grafmonument op een kelder werd geplaatst, ontstond er een zekere mode. Die mode reflecteerde sterk de tijdgeest. Het gedenk te sterven van de middeleeuwen kwam in de vijftiende eeuw tot uiting in grafmonumenten op een verhoging die suggereerde dat de dode daaronder was begraven met daarboven een beeltenis van de dode of doden in hun vergankelijke staat. Deze zogenaamde transi-tombe wilde de kerkgangers wijzen op hun eigen vergankelijkheid. Dergelijke tomben werden ook wel voorzien van figuren die de overledene voorstelde in een geïdealiseerde staat. Dergelijke gisanten worden met de komst van de Renaissance meer en meer gebruikelijk. Voorbeelden van dergelijke grafmonumenten zijn die van de Nederlandse zeehelden als Michiel de Ruyter, die in de Nieuwe Kerk in Amsterdam begraven werd. 

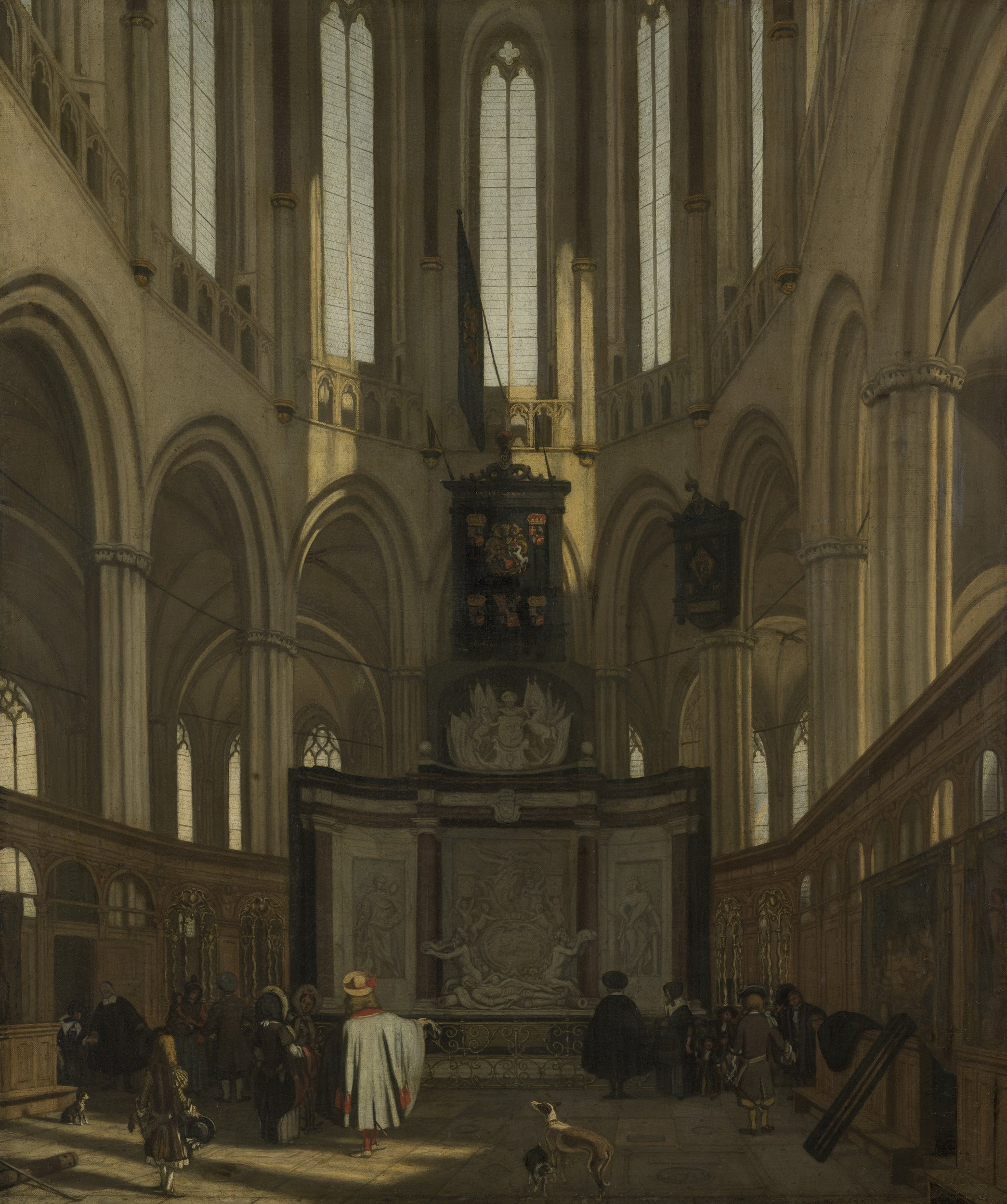
Het koor van de Nieuwe Kerk te Amsterdam met het praalgraf van Michiel de Ruyter, voor het graf staan bezoekers.
(Emanuel de Witte (1617–1692), olieverf op doek, 1683)

Op zijn grafkelder staat een fors grafmonument waarin het lichaam van De Ruyter is opgenomen. Bepaalde architecten zoals Hendrick de Keyser en Rombout Verhulst bekwaamden zich in dergelijke grote grafmonumenten en veel van de werken die zij maakten, zijn heden ten dage nog te aanschouwen.
Gebruikelijker in kerken zijn de zerken die de vloeren bedekken. Deze natuurstenen platen bedekken gemetselde kelders of zandgraven. De grootte van de zerken varieert naargelang de locatie in de kerk. Favoriete plek, maar vaak ook de duurste, was het koor van de kerk. Hier werd men geacht het dichtst bij de heiligen te zijn en daarmee voorspraak te hebben op een plaats in de hemel. Zerken werden vooral vervaardigd uit Belgisch hardsteen, maar ook uit zandsteen. Toevoegingen van marmer waren ook gebruikelijk, bijvoorbeeld voor invullen van letters of symbolen. De zerken uit de zestiende en zeventiende eeuw maakten een sterke ontwikkeling door die van een gotische vormgeving met dito belettering leidde naar rijk uitgewerkte renaissancistische beeldhouwwerken. In Friesland waren in die periode bekende steenhouwers werkzaam die voor adellijke families grote zerken vervaardigden.
Veel eenvoudige graven in kerken werden alleen bedekt met een steen waarin het nummer is opgenomen. Soms werden meerdere van deze kleinere stenen op één graf geplaatst. Naar de negentiende eeuw toe werd de typografie van de zerken soberder en verdween de rijkdom uit de eeuwen daarvoor. In 1829 werd het begraven in kerken definitief verboden. Grafkelders van rijke families werden in sommige gevallen zodanig verbouwd dat ze ontsloten konden worden van buiten af. In plaatsen als Amsterdam, Monnickendam en 's-Hertogenbosch werd echter nog tot in de jaren zestig van de negentiende eeuw gebruikgemaakt van de kerkvloer. Daar zijn dan ook nog typische hardstenen zerken van na 1829 te vinden.

### Grafmonumenten buiten kerken
Op het kerkhof werd in het algemeen het meest begraven. Kerken werden in veel gevallen ook gebouwd op plaatsen waar al begraven werd. De geschiedenis van de Oude Kerk (Amsterdam) illustreert dit goed. Daar werd eerst begraven bij een houten kapel die in enkele eeuwen uitgroeide tot een machtige kerk die nagenoeg het hele oppervlak van de begraafplaats innam. Dat zoiets gemakkelijk gedaan kon worden, hangt samen met de afwezigheid van grafmonumenten op het kerkhof. In de middeleeuwen was het vrij ongebruikelijk om een grafmonument op een graf te plaatsen. De doodgraver bepaalde waar het graf kwam waarin soms meerdere lijken tegelijk werden begraven. In gevallen van epidemieën werden soms grotere graven gedolven waar de lijken op rijen in begraven werden. Vaak werden de doden anoniem begraven. 
Als er buiten een grafmonument werd opgericht vertoonde dat een grote gelijkenis met wat er in de kerken verscheen. Een voorbeeld is de obelisk van Heemskerk uit 1570. Dit was een grafmonument dat de schilder Maarten van Heemskerck voor zijn vader liet oprichten op het kerkhof van Heemskerk. Vaker werden er eenvoudige markeringen van hout of steen bij een graf geplaatst. Veel prenten uit de zeventiende en achttiende eeuw van kerken met daarvoor het kerkhof tonen lege grasvlakten waar een enkele keer een graf gedolven wordt. Of dit beeld helemaal correct is, is niet duidelijk. Wel komt uit de kerkboeken naar voren dat een kerkhof niet alleen voor begraven werd gebruikt. Inkomsten kwamen ook uit verkoop van hakhout en verhuur als bleek voor de was. Dat soort gebruik wijst op de afwezigheid van veel grafmonumenten. 
In de tweede helft van de achttiende eeuw werd het steeds gebruikelijker om op kerkhof en begraafplaats een graf te markeren en te verzegelen met een monument uit natuursteen. Hiervoor werden door steenkappers vaak grote monolieten bewerkt. Met de aanleg van veel nieuwe begraafplaatsen nam dit gebruik in de negentiende eeuw een hoge vlucht en 'versteenden' begraafplaatsen in snel tempo. Van een vormgeving die afgeleid was van de klassieken, veranderde het beeld in de twintigste eeuw naar een zakelijkere vormgeving. De stijlen volgden elkaar vaak net zo snel op als in de architectuur. Een kentering ontstond in de jaren na de Tweede Wereldoorlog. Toen raakte de grafcultuur de connectie met de moderne architectuur kwijt en resteerde een afgeleide stijl waarbij vooral de kwaliteit van het grafmonument belangrijk was.

### Voorbeelden

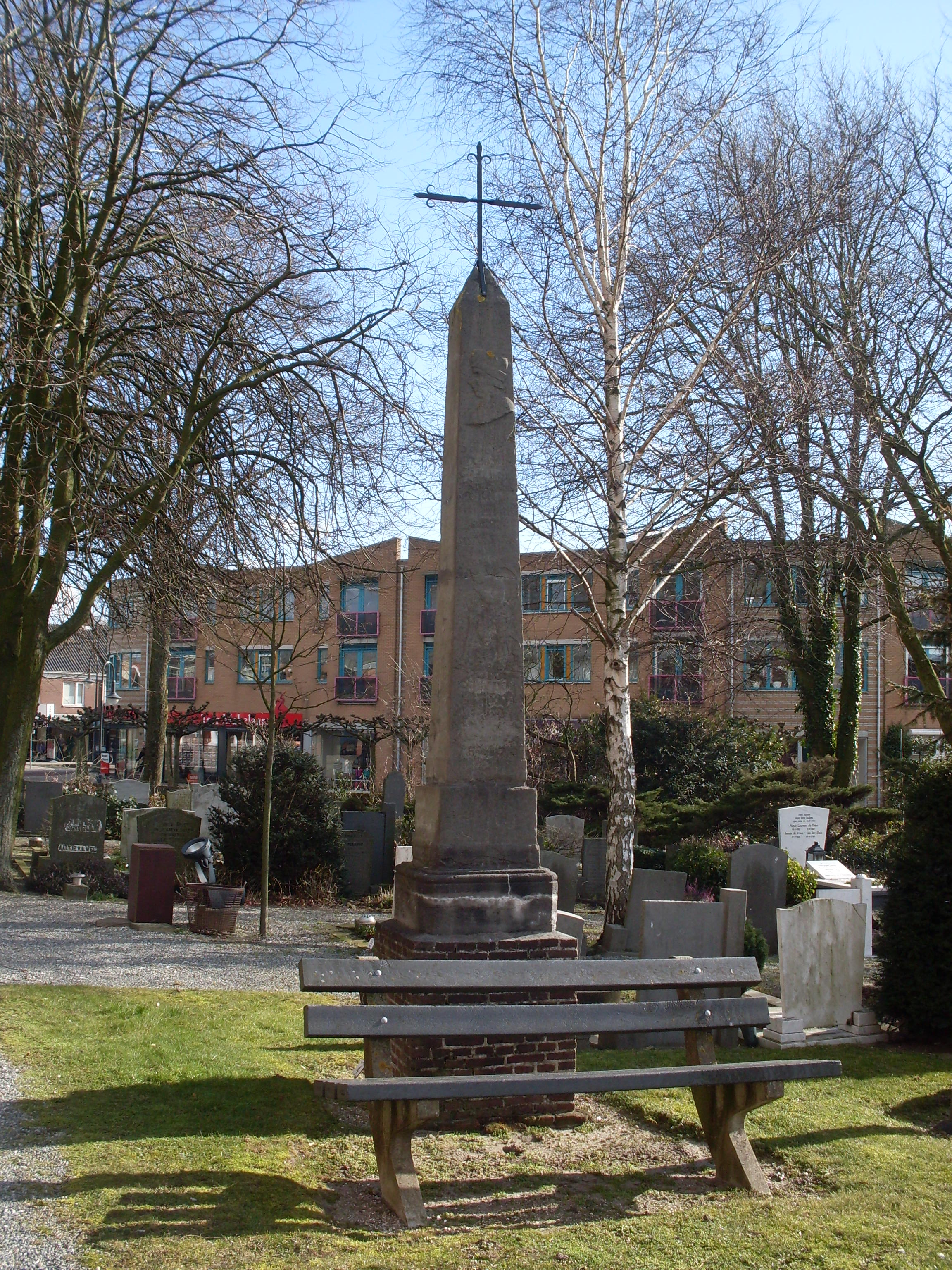
Obelisk van Heemskerk (1570)
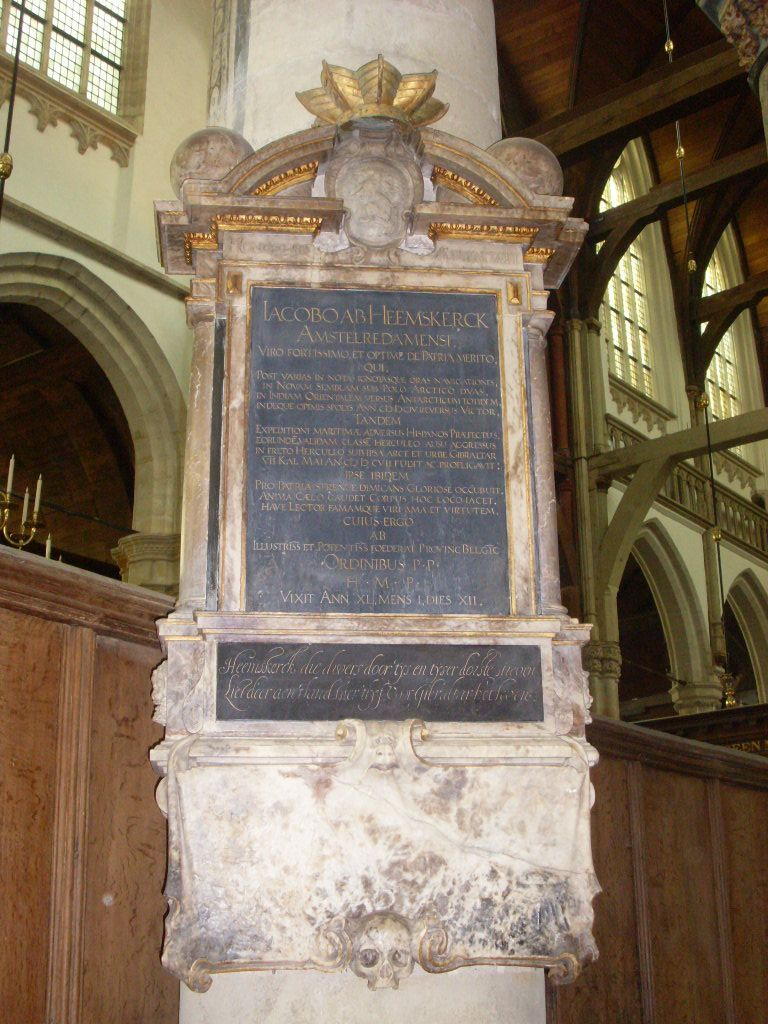
Graf van Jacob van Heemskerck (ca. 1607)
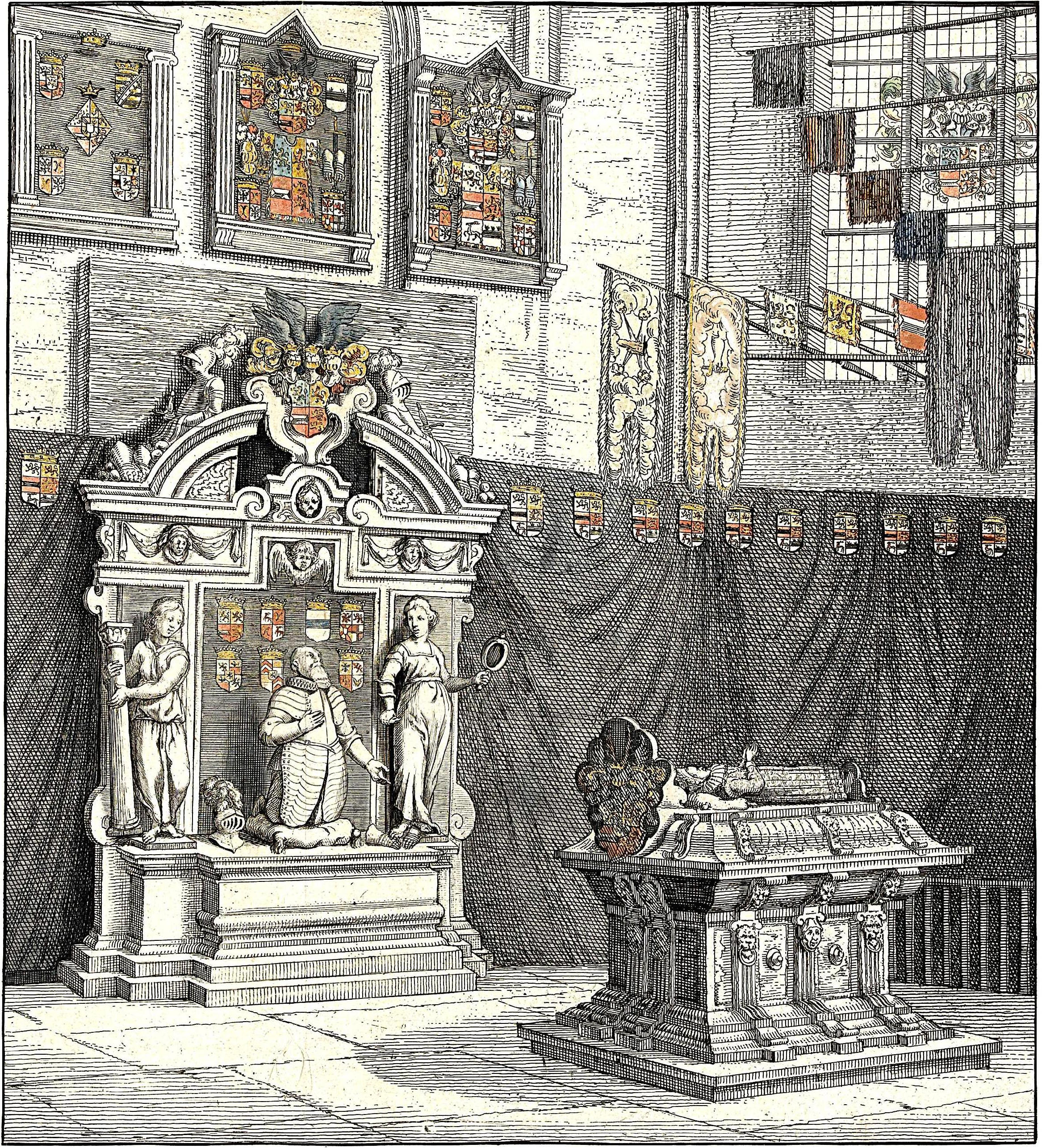
Grafmonument Willem Lodewijk van Nassau-Dillenburg (1634)
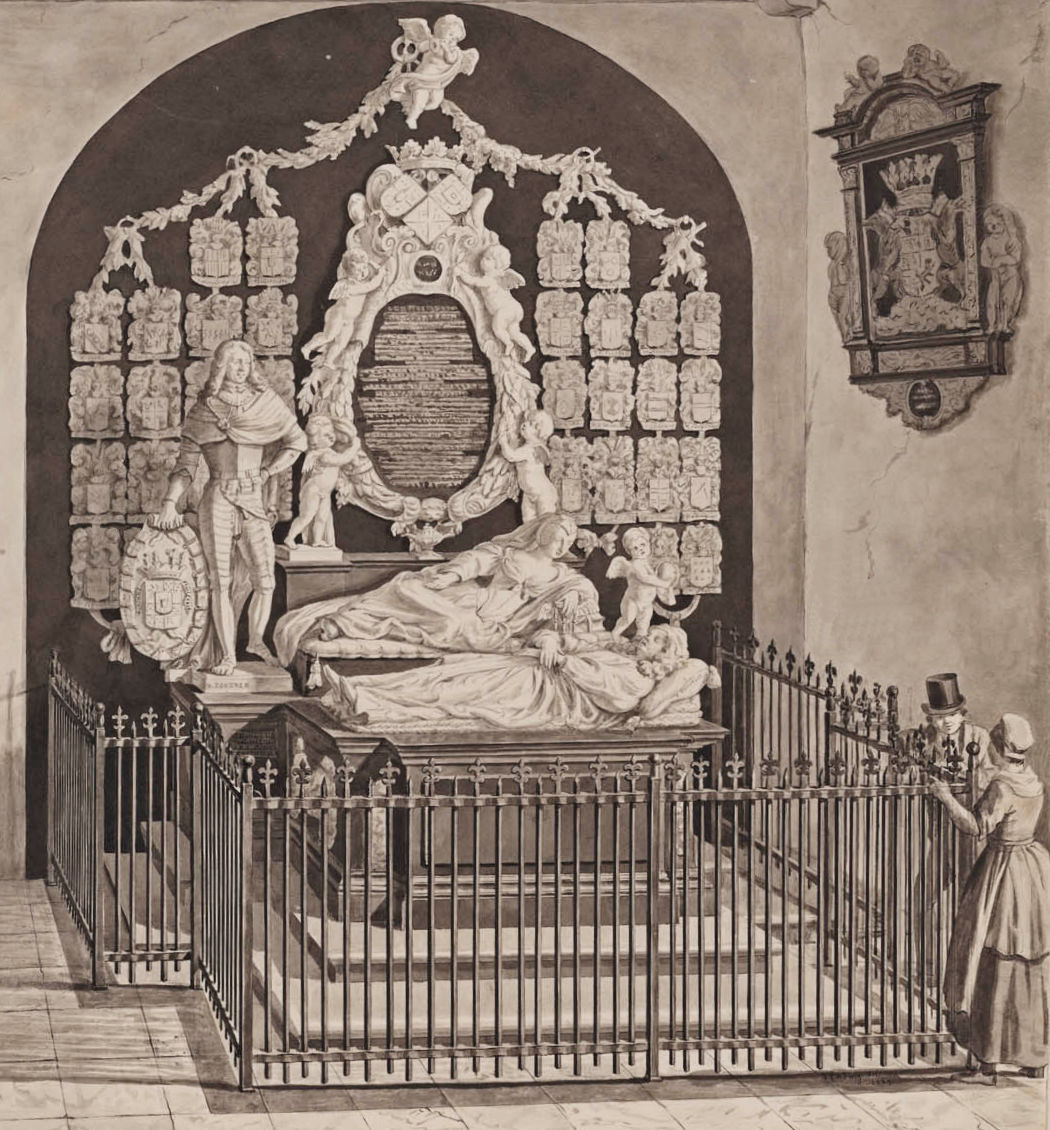
Praalgraf van Van In- en Kniphuisen (1669)
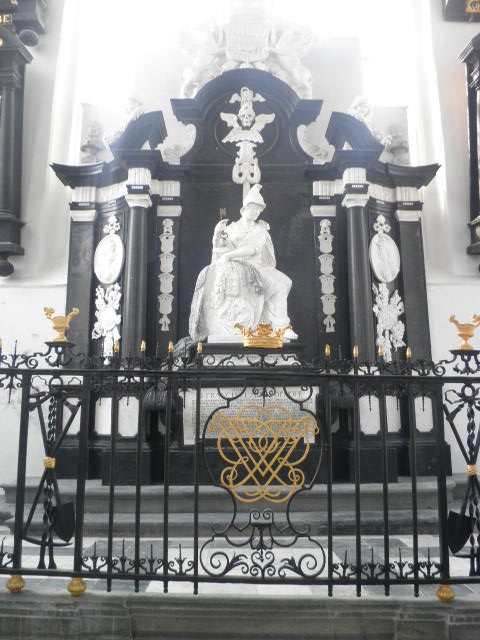
Praalgraf van François van Bredehoff (1723)
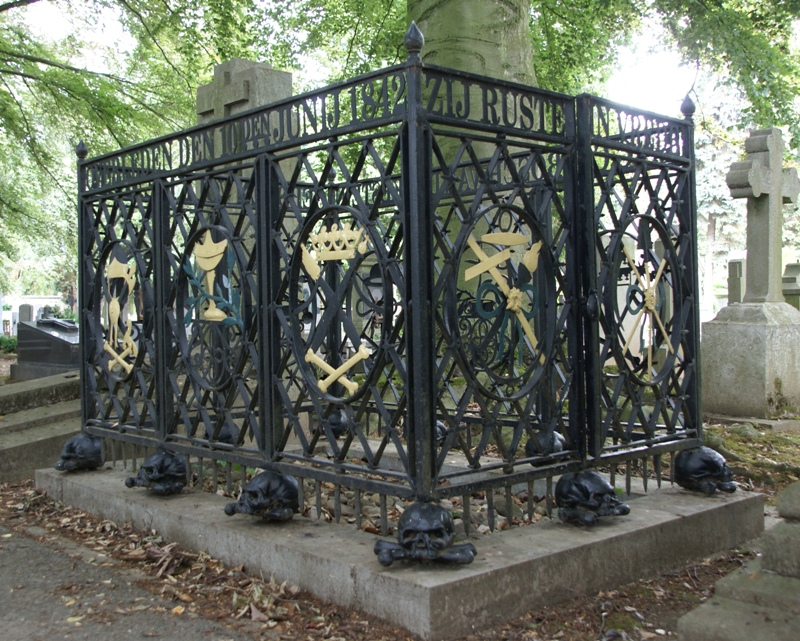
Grafmonument van Barbera Bosch van Drakenstein-Volkhemer (1842)
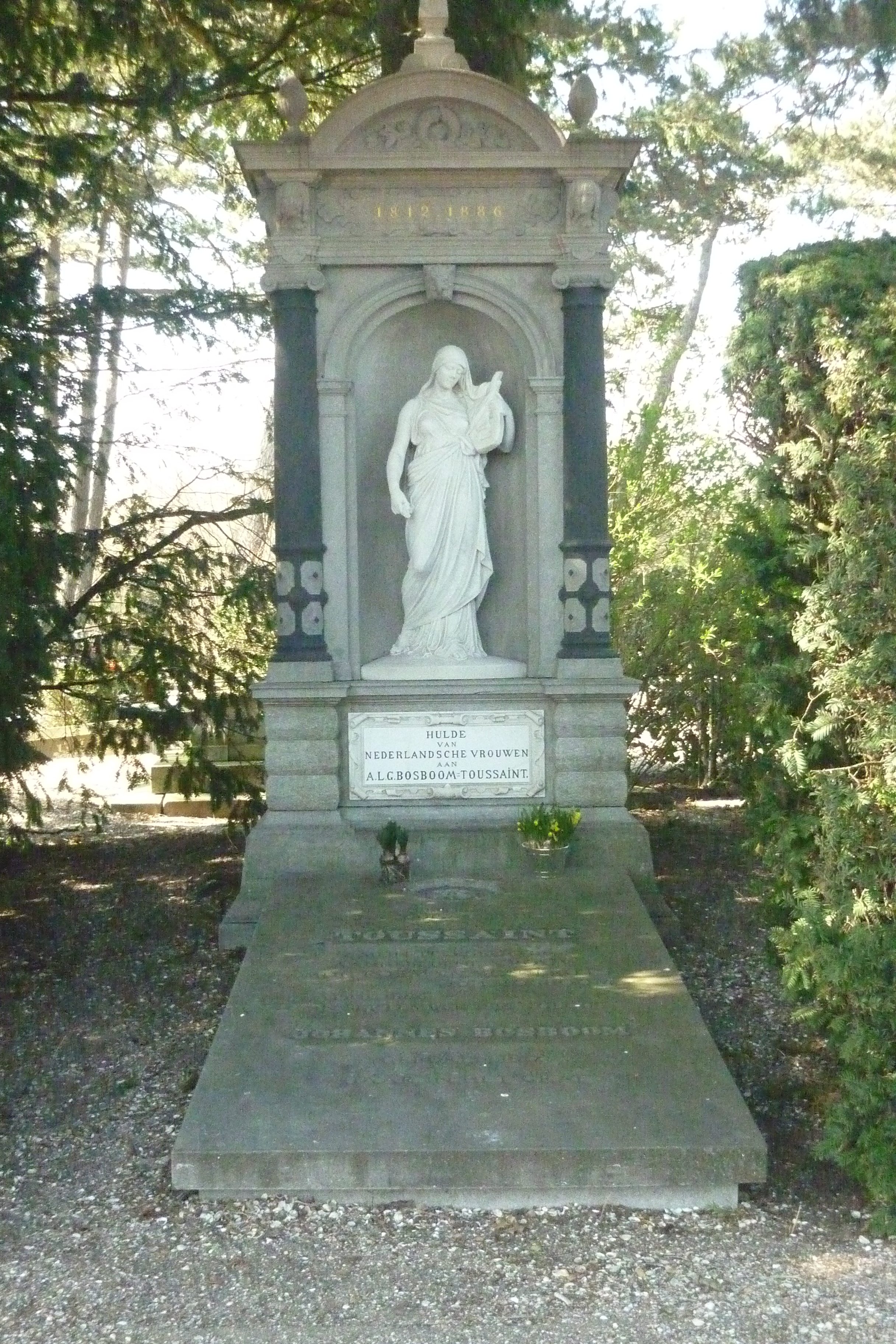
Grafmonument Bosboom-Toussaint (1887)
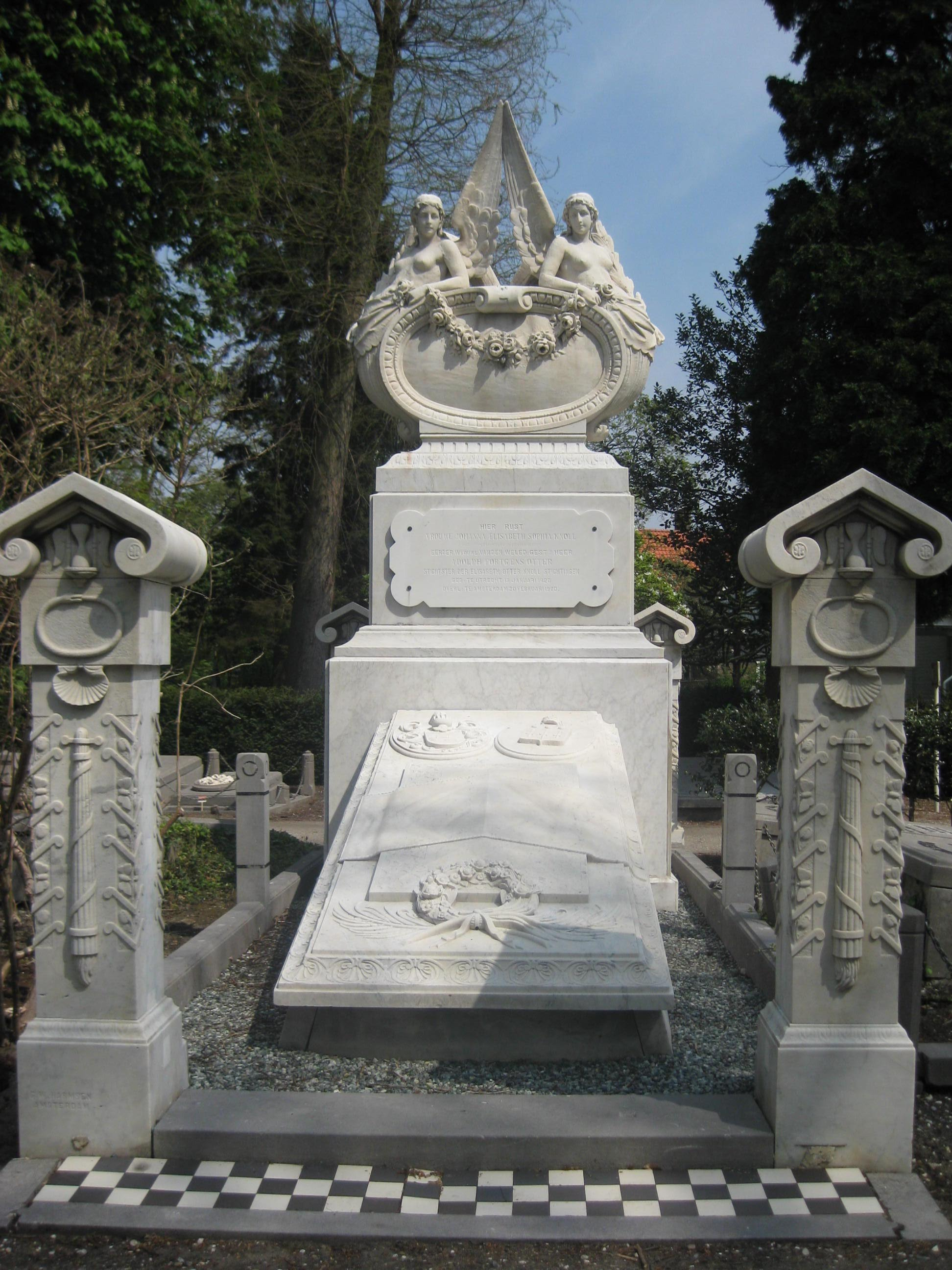
Grafmonument van Elisabeth Otter-Knoll (1900)
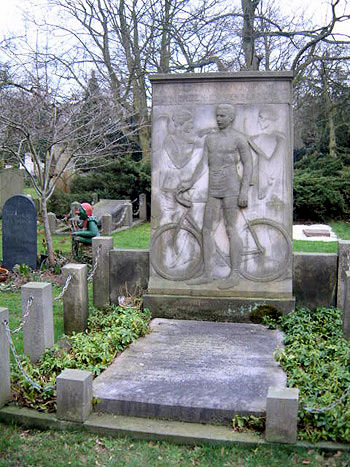
Grafmonument van Piet van Nek (ca. 1914)
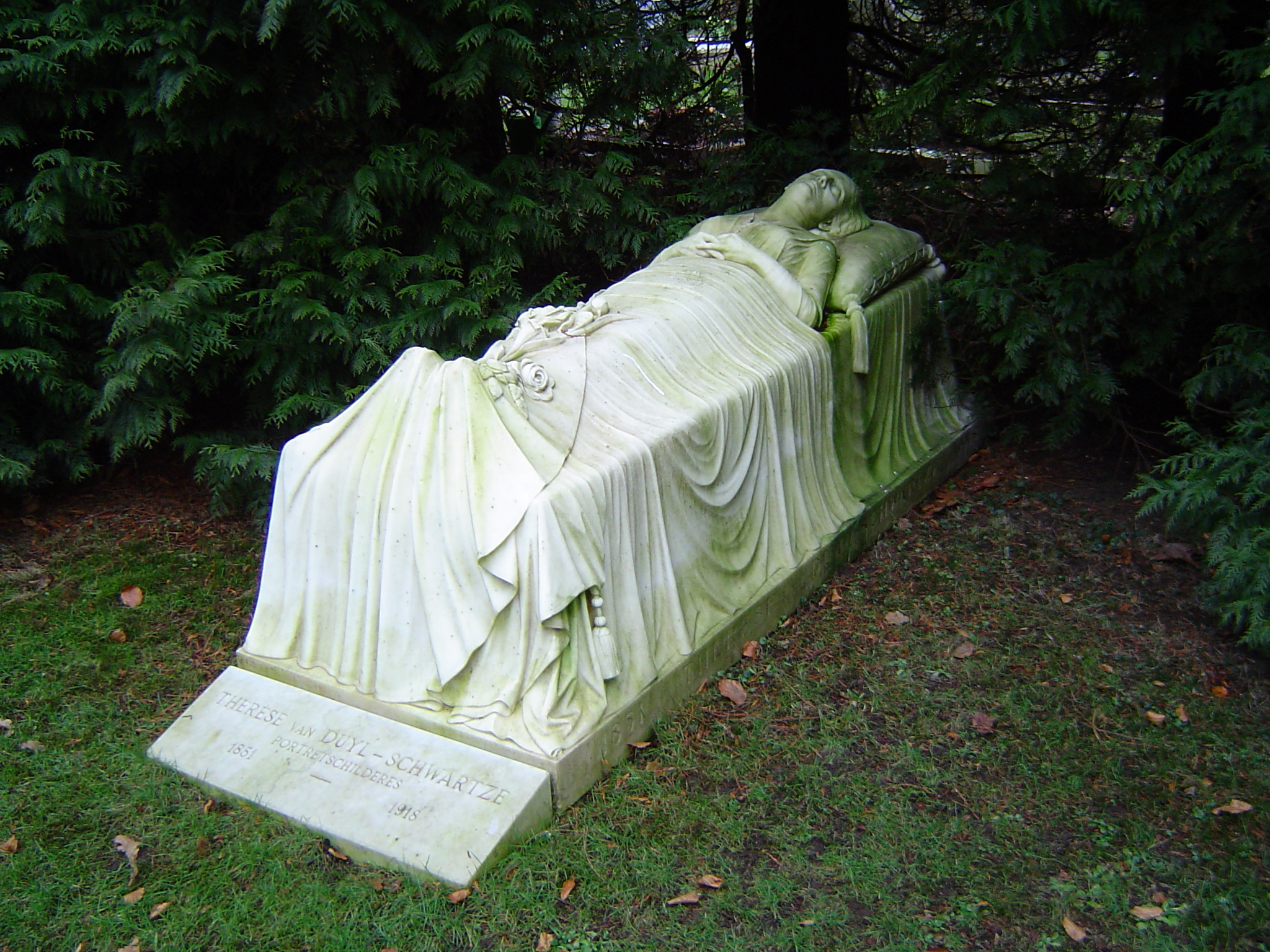
Grafmonument van Thérèse Schwartze (1922)
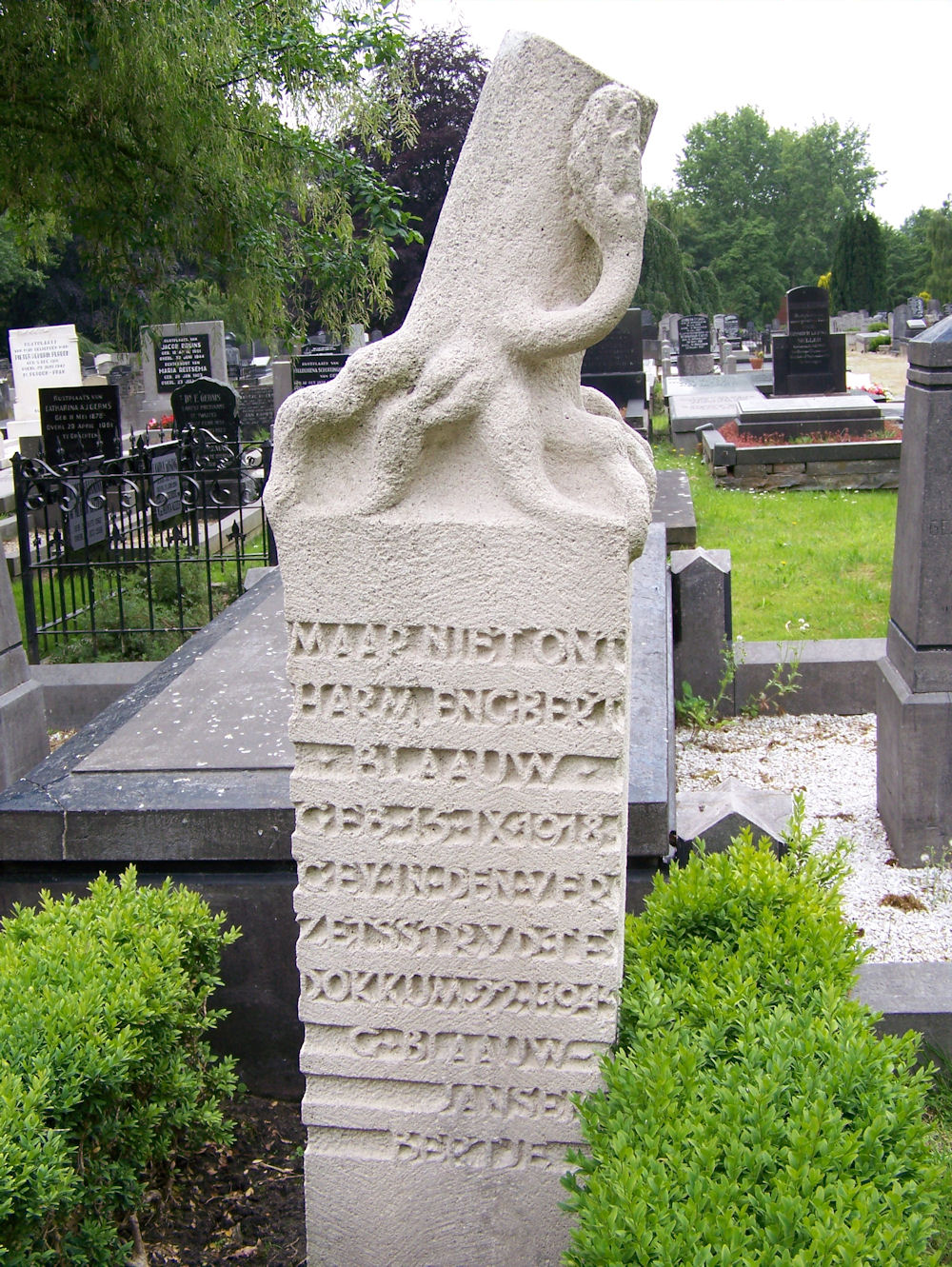
Grafmonument van Harm Engbert Blaauw (ca. 1945)
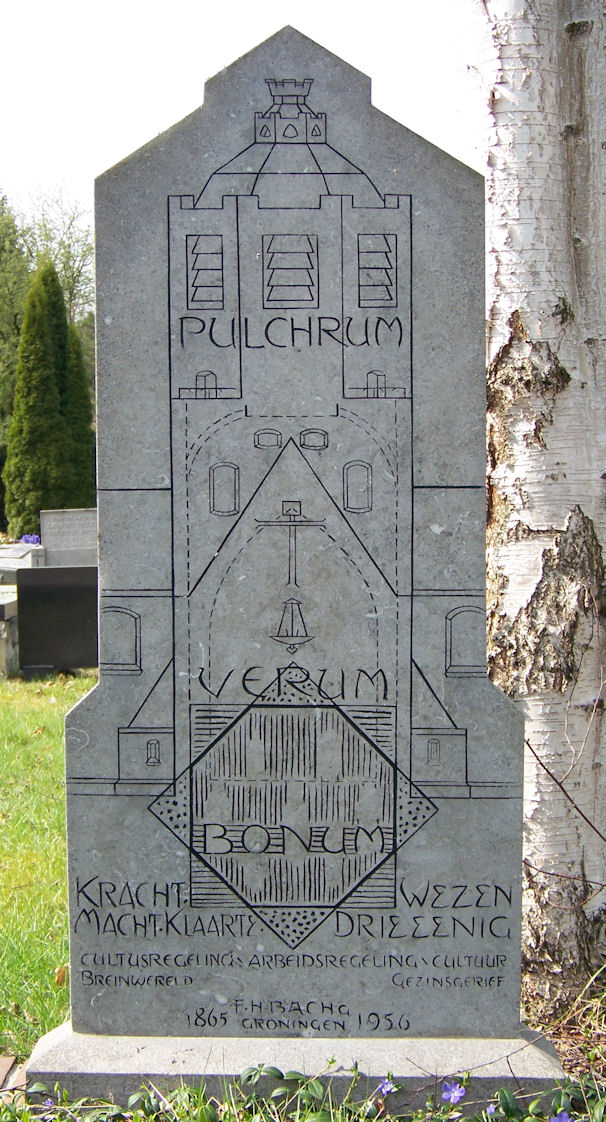
Grafmonument van Franciscus Hermanus Bach (ca. 1956)

## Soorten grafmonumenten
- Praalgraf
- Graftombe
- Stele
- Grafsteen
- Mausoleum